# Der Arzt am Scheidewege
Der Arzt am Scheidewege ist ein deutsches Fernsehspiel aus dem Jahre 1963 von Kurt Wilhelm mit Adolf Wohlbrück in der Titelrolle. Die Geschichte basiert auf dem 1906 uraufgeführten Bühnenstück The Doctor’s Dilemma von George Bernard Shaw. 

## Handlung
London im Jahre 1906: Der gefeierte Arzt Sir Colenso Ridgeon ist soeben geadelt worden weil er, wie er behauptet, ein Heilmittel gegen Tuberkulose entwickelt hat. Einige renommierte Arztkollegen eilen deshalb zu ihm, um das Ereignis gebührend zu feiern. Kurz darauf wird seine Heilkunst dringend benötigt: Der junge Maler Louis Dubedat ist schwer erkrankt und benötigt dringend Dr. Ridgeons Hilfe. Da dieser aber nie mehr als zehn Patienten gleichzeitig behandeln möchte, da ihm dafür das Personal und die Ressourcen fehlen, lehnt Ridgeon dessen Ansinnen ab. Eine Ausnahme könne und werde er lediglich dann machen, sollte ein elfter Patient sich als besonders würdig erweisen und dessen Überleben der Gesellschaft dienen. Und so begutachtet er auch den moribunden Künstler, einen wenig sympathischen Zeitgenossen. Ridgeons Gründe, die Behandlung Maler schließlich abzulehnen, sind weitaus weniger fachlich begründet, sondern vielmehr höchst egoistisch: Der alte Arzt hat ein Auge auf Dubedats blutjunge, attraktive Ehefrau Jennifer geworfen und hofft insgeheim, sie nach dem prognostizierten Ableben Dubedats heiraten zu können. 
Durch seine Verdikt befindet sich Dr. Ridgeon in einem moralischen Dilemma bzw. wie der deutsche Titel besagt: Er wird zum Arzt am Scheidewege zwischen richtiger und falscher Entscheidung. Dr. Ridgeon begründet seine Entscheidung damit, lieber das Leben des ebenfalls schwer erkrankten altruistischen Kollegen Dr. Blenkinsop retten zu wollen. Blenkinsop hat sich einen Namen als Armenarzt gemacht und ist, anders als der arrogante, herrische und amoralische Dubedat, auch noch ein liebenswerter Mitmensch. Sir Colenso nimmt sich des Kollegen an und reicht den Maler an seinen fachlich nicht kompetenten Kollegen Sir Ralph Bloomfield weiter. Erwartungsgemäß kann dieser Louis Dubedat nicht retten. Ehe er stirbt, bittet der Maler seine Frau, nach seinem Tode nicht zu lange zu trauen und bald wieder zu heiraten. Sir Colenso sieht dadurch seine Chance gekommen, bei der jungen Witwe Jennifer Dubedats Nachfolge antreten zu können. Doch er hat die Rechnung ohne die trauernde Witwe gemacht. Verbittert ob der Verweigerungshaltung Ridgeons, verweigert sie wiederum ihm erst den Verkauf eines der Werke ihres verblichenen Gatten und schließlich dessen Antrag. Vielmehr heiratet Jennifer einen Anderen.

## Produktionsnotizen
Der Arzt am Scheidewege wurde am 11. Juli 1963 in der ARD erstmals ausgestrahlt.
Wolfgang Hundhammer schuf das Szenenbild.

## Kritiken
Die Programmzeitschrift Hörzu urteilte: „Amüsant der erste Akt mit dem „wissenschaftlichen“ Gespräch der geadelten Koryphäen, die sich selber als hochmütige Scharlatane demaskierten. Gut auch die erste Szene im Atelier mit der „genialen Bestie“. Alles Weitere war bis zur Langweiligkeit zerdehnt. Dem hervorragend besetzten Ärztekollegium und dem vor allem in der ersten Atelierszene brillierenden Christoph Bantzer hatte Regisseur Kurt Wilhelm Gerlinde Locker in der einzigen weiblichen Hauptrolle zugeteilt. Das war der andere schwache Punkt der Inszenierung. Denn für diese Aufgabe reichten die schauspielerischen Fähigkeiten Gerlinde Lockers nicht aus.“
Der Gong meinte: „Aggressive und schonungslose Komödie, die vor allem gegen eine Verzerrung des ärztlichen Gewissens zu Felde zieht und die Frage aufwirft, ob der Arzt einen Unterschied zwischen wertvollen und weniger wertvollen Patienten machen darf“.